# Мармара
Регионът Мармара (на турски: Marmara Bölgesi), с площ от 67 000 km², е най-малкият, но най-гъсто населеният от седемте географски района на Турция. Той заема приблизително 8,6% от територията на Турция и около 30% от населението му. Включва 11 вилаета (провинции), граничи с три морета (Мраморно, Черно и Егейско) и включва два пролива (Босфора и Дарданелите). Център на региона е град Истанбул.
Този район води официалното си съществуване от географския конгрес през 1941 г. в Анкара и е географски разделен на четири регионални части.
Името му произлиза от името на Мраморно море (на турски: Marmara Denizi).

## Провинции
В региона има 11 провинции.
- 1. Чанаккале – пролив Дарданелите.
- 2. Истанбул – пролив Босфора.
- 3. Одрин – Европейска част, със излаз на море.
- 4. Родосто – Европейска част, излаз на Мраморно море.
- 5. Лозенград – Европейска част, излаз на Черно море.
- 6. Коджаели – излаз и Мраморно море и на Черно море.
- 7. Сакария – излаз на Черно море.
- 8. Биледжик – без излаз на море.
- 9. Ялова – излаз на Мраморно море.
- 10. Бурса – излаз на Мраморно море.
- 11. Балъкесир – излаз на Мраморно море и Егейско (Бяло) море.